# Eerste klasse 1926-27 (voetbal België)
Het seizoen 1926/27 van de Belgische eerste klasse begon op 5 september 1926 en eindigde op 8 mei 1927. Het was het 27e officieel seizoen van de hoogste Belgische voetbalklasse. De officiële benaming was Eere Afdeeling. De competitie telde net als de voorbije seizoenen 14 clubs. Waar het voorgaande seizoen nog de drie laatste clubs degradeerden, zakten vanaf dit seizoen enkel de laatste twee clubs naar de eerste afdeling, die nieuw gecreëerd werd.
CS Brugge werd zestien jaar na zijn eerste landstitel opnieuw kampioen.

## Gepromoveerde teams
Deze teams waren gepromoveerd uit de Tweede Klasse voor de start van het seizoen:
- Racing Club Brussel (kampioen eerste afdeeling A)
- CS La Forestoise (tweede eerste afdeeling A)
- FC Mechelen (kampioen eerste afdeeling B)

## Degraderende teams
Deze teams degradeerden naar "Eerste afdeeling" op het eind van het seizoen:
- FC Mechelen
- CS La Forestoise

## Clubs
Volgende veertien clubs speelden in 1926/27 in ereafdeling. De nummers komen overeen met de plaats in de eindrangschikking:
| # kaart | Stam- nummer | Club                | Plaats              | Stadion                                            | # seiz. 1e klasse |
| ------- | ------------ | ------------------- | ------------------- | -------------------------------------------------- | ----------------- |
| 1       | 12           | CS Brugge           | Brugge              | Stadion CS Brugge                                  | 23e               |
| 2       | 13           | Beerschot AC        | Antwerpen           | Olympisch Stadion                                  | 21e               |
| 3       | 16           | Standard Luik       | Luik                | Sclessin                                           | 11e               |
| 4       | 2            | Daring Club Brussel | Sint-Jans-Molenbeek | Daringstadion (nr 5 op kaartje)                    | 19e               |
| 5       | 28           | Berchem Sport       | Berchem, Antwerpen  | terrein aan de Grote Steenweg                      | 5e                |
| 6       | 10           | Union Sint-Gillis   | Vorst               | Joseph Marienstadion (Dudenpark) (nr 7 op kaartje) | 21e               |
| 7       | 11           | Racing Gent         | Gent                | Emmanuel Hielstadion                               | 12e               |
| 8       | 3            | FC Brugge           | Brugge              | De Klokke                                          | 25e               |
| 9       | 7            | ARA La Gantoise     | Gent                | Jules Ottenstadion                                 | 9e                |
| 10      | 24           | Racing Mechelen     | Mechelen            | Antwerpsesteenweg                                  | 9e                |
| 11      | 1            | Antwerp FC          | Deurne, Antwerpen   | Bosuilstadion                                      | 26e               |
| 12      | 6            | Racing Club Brussel | Ukkel               | De Ganzenvijver (nr 10 op kaartje)                 | 26e               |
| 13      | 25           | FC Mechelen         | Mechelen            | Achter de Kazerne                                  | 3e                |
| 14      | 51           | CS La Forestoise    | Vorst               | Gemeentelijk Stadion (nr 8 op kaartje)             | 1e                |

## Eindstand
|   |    |                     | P  | W  | G  | V  | +  | -  | DS  | Ptn |
| - | -- | ------------------- | -- | -- | -- | -- | -- | -- | --- | --- |
| K | 1  | CS Brugge           | 26 | 14 | 7  | 5  | 64 | 44 | 20  | 35  |
|   | 2  | Beerschot AC        | 26 | 14 | 5  | 7  | 53 | 31 | 22  | 33  |
|   | 3  | Standard Club Luik  | 26 | 14 | 4  | 8  | 85 | 58 | 27  | 32  |
|   | 4  | Daring Club Brussel | 26 | 11 | 10 | 5  | 49 | 46 | 3   | 32  |
|   | 5  | Berchem Sport       | 26 | 11 | 7  | 8  | 51 | 43 | 8   | 29  |
|   | 6  | Union Sint-Gillis   | 26 | 12 | 3  | 11 | 55 | 47 | 8   | 27  |
|   | 7  | Racing Gent         | 26 | 9  | 8  | 9  | 61 | 59 | 2   | 26  |
|   | 8  | FC Brugge           | 26 | 10 | 6  | 10 | 51 | 56 | -5  | 26  |
|   | 9  | ARA La Gantoise     | 26 | 11 | 4  | 11 | 56 | 63 | -7  | 26  |
|   | 10 | Racing Mechelen     | 26 | 8  | 8  | 10 | 58 | 45 | 13  | 24  |
|   | 11 | Antwerp FC          | 26 | 8  | 6  | 12 | 41 | 56 | -15 | 22  |
|   | 12 | Racing Club Brussel | 26 | 7  | 7  | 12 | 40 | 60 | -20 | 21  |
| D | 13 | FC Mechelen         | 26 | 6  | 5  | 15 | 46 | 63 | -17 | 17  |
| D | 14 | CS La Forestoise    | 26 | 4  | 6  | 16 | 43 | 83 | -40 | 14  |

P: wedstrijden gespeeld, W: wedstrijden gewonnen, G: gelijke spelen, V: wedstrijden verloren, +: gescoorde doelpunten, -: doelpunten tegen, DS: doelsaldo, Ptn: totaal punten
K: kampioen, D: degradatie

## Topscorers
| Scorer                | Goals | Team                | Land   |
| --------------------- | ----- | ------------------- | ------ |
| Lucien Fabry          | 28    | Standard Club Luik  | België |
| Maurice Gillis        | 24    | Standard Club Luik  | België |
| Raymond Braine        | 20    | Beerschot AC        | België |
| Laurent Grimmonprez   | 20    | Racing Gent         | België |
| Charles Jooris        | 18    | Racing Club Brussel | België |
| Leon De Coninck       | 17    | ARA La Gantoise     | België |
| Guillaume Ulens       | 16    | Antwerp FC          | België |
| Robert Heyse          | 16    | Racing Gent         | België |
| Arthur Sterckx        | 16    | FC Mechelen         | België |
| Guillaume Moussoux    | 15    | Racing Mechelen     | België |
| Michel Vanderbauwhede | 15    | Racing Gent         | België |

1895/96 · 1896/97 · 1897/98 · 1898/99 · 1899/00 · 1900/01 · 1901/02 · 1902/03 · 1903/04 · 1904/05 · 1905/06 · 1906/07 · 1907/08 · 1908/09 · 1909/10 · 1910/11 · 1911/12 · 1912/13 · 1913/14 · 1914/15 · 1915/16 · 1916/17 · 1917/18 · 1918/19 · 
1919/20 · 1920/21 · 1921/22 · 1922/23 · 1923/24 · 1924/25 · 1925/26 · 1926/27 · 1927/28 · 1928/29 · 1929/30 · 1930/31 · 1931/32 · 1932/33 · 1933/34 · 1934/35 · 1935/36 · 1936/37 · 1937/38 · 1938/39 · 1939/40 · 1940/41 · 1941/42 · 1942/43 · 1943/44 · 1944/45 · 1945/46 · 1946/47 · 1947/48 · 1948/49 · 1949/50 · 1950/51 · 1951/52 · 1952/53 · 1953/54 · 1954/55 · 1955/56 · 1956/57 · 1957/58 · 1958/59 · 1959/60 · 1960/61 · 1961/62 · 1962/63 · 1963/64 · 1964/65 · 1965/66 · 1966/67 · 1967/68 · 1968/69 · 1969/70 · 1970/71 · 1971/72 · 1972/73 · 1973/74 · 1974/75 · 1975/76 · 1976/77 · 1977/78 · 1978/79 · 1979/80 · 1980/81 · 1981/82 · 1982/83 · 1983/84 · 1984/85 · 1985/86 · 1986/87 · 1987/88 · 1988/89 · 1989/90 · 1990/91 · 1991/92 · 1992/93 · 1993/94 · 1994/95 · 1995/96 · 1996/97 · 1997/98 · 1998/99 · 1999/00 · 2000/01 · 2001/02 · 2002/03 · 2003/04 · 2004/05 · 2005/06 · 2006/07 · 2007/08 · 2008/09 · 2009/10 · 2010/11 · 2011/12 · 2012/13 · 2013/14 · 2014/15 · 2015/16 · 2016/17 · 2017/18 · 2018/19 · 2019/20 · 2020/21· 2021/22 · 2022/23 · 2023/24 · 2024/25